# Xian de Pengyang
Le xian de Pengyang (彭阳县 ; pinyin : Péngyáng Xiàn) est un district administratif de la région autonome du Ningxia en Chine. Il est placé sous la juridiction de la ville-préfecture de Guyuan.

## Démographie
La population du district était de 248 793 habitants en 1999.